# Dystrykt Dera Bugti
Dystrykt Dera Bugti (urdu: ضلع ڈیرہ بگٹی) – dystrykt w południowo-zachodnim Pakistanie w prowincji Beludżystan. W 1998 roku liczył 181 310 mieszkańców (z czego 53,67% stanowili mężczyźni) i obejmował 28 673 gospodarstw domowych. Siedzibą administracyjną dystryktu jest Dera Bugti.